# Die Generallinie
Die Generallinie (Originaltitel: Генеральная линия, Generalnaja linija), alternativ Das Alte und das Neue (Originaltitel: Старое и Новое, Staroje i Nowoje), ursprünglich auch Der Kampf um die Erde, ist ein sowjetischer Stummfilm von Sergei Eisenstein, der von 1926 bis 1928 produziert wurde.

## Handlung
Der Film, eine Auftragsarbeit des Sowjetstaates, wirbt in propagandistischer Form für die neue, sozialistische Ordnung bei der Landverteilung und für die Zwangskollektivierung.
Im Mittelpunkt des Geschehens steht die junge Bäuerin Marfa, die sich de facto selbst spielt. Als ihr Vater stirbt, bleibt ihr bei der Verteilung des Erbes nur eine Kuh und ein winziges Stück Land, das zu bewirtschaften sich kaum lohnt. Um wenigstens einen minimalen Ertrag zu erwirtschaften, bitten sie einen reichen Kulaken um etwas Hilfe. Sie braucht lediglich ein Pferd, um ihren kleinen Acker zu bestellen. Doch der hartherzige Mann hört sie nicht einmal an. Aus lauter Verzweiflung überlegt sich Marfa, ob es nicht andere Wege zu einer Erfolg versprechenden Landwirtschaft geben kann.
So erwacht in Marfa eines Tages die Revolutionärin. Sie gründet mit vier anderen Landwirten, die sich in einer ähnlich prekären Situation befinden, eine eigene Kolchose. Immer wieder gibt es Rückschläge, doch allmählich zeichnet sich der Nutzen dieser Produktionsgemeinschaft für alle Beteiligten ab. Die Genossenschaft wird zum Musterbeispiel für effektive Landwirtschaft, und immer mehr Bauern der Umgebung schließen sich ihr an. Bald kann man sich sogar einen Traktor leisten und die Felder zu aller Nutzen optimal bewirtschaften. Dagegen erscheint so manch anderer im Umfeld, etwa die tief Gläubigen und der Priester, wie ein allmählich verglimmendes, archaisches Relikt längst vergangener Zeiten.

## Produktionsnotizen
Die Dreharbeiten zum Film begannen 1926 und zogen sich über fast drei Jahre hin. 1927 unterbrach Eisenstein die Dreharbeiten, um seinen Revolutionsfilm Oktober – Zehn Tage, die die Welt erschütterten zu drehen. Die Uraufführung war am 7. November 1929, in Deutschland lief der Film am 10. Februar 1930 an. Während der Film bei seiner deutschen Erstpräsentation unter Der Kampf um die Erde lief (so der Titel im Illustrierten Filmkurier, Nr. 1351), ist er nach 1945 in Deutschland fast ausschließlich unter der wortwörtlichen Übersetzung eines der beiden Originaltitel, Die Generallinie, bekannt. Unter diesem Titel wurde er auch 1962 in Deutschland wiederaufgeführt.
Nach seinem Triumph mit Panzerkreuzer Potemkin war Eisenstein im noch jungen Sowjetstaat quasi frei in seinen Entscheidungen. „Die Regierung gab ihm alle Kredite, jede Möglichkeit, jede Freiheit, um ‚Die Generallinie‘ (Das Alte und das Neue) zu drehen. Er arbeitete vier Jahre daran, zerstörte das fast vollendete Werk, begann es von neuem, verbrauchte 100.000 Meter Rohfilm, um nur 2500 Meter davon zu behalten.“
Eisenstein erklärte die Ziele, die er mit Die Generallinie verfolgte, in einem Interview. In der deutschen Fachpublikation Der Film war zu lesen: „Der Film spricht von der Maschine, von Tieren und von Milch; aber während er von ihnen spricht, zielt er vor allem auf das verantwortungsreichste Objekt der Kollektivierung, den Menschen.“
Grigori Alexandrow, der am Drehbuch des Films mitarbeitete, war auch Eisensteins Regieassistent. Ein weiterer Regieassistent war Maxim Schtrauch, der überdies in einer kurzen Szene zu sehen ist.

## Kritiken
Trotz inszenatorischer und gestalterischer Meriten gilt Die Generallinie als ein etwas in Vergessenheit geratenes Nebenwerk Eisensteins. Dennoch hat sich vor allem die kunstbeflissene Filmkritik jahrzehntelang intensiv mit dem Film beschäftigt. Nachfolgend einige Beispiele:

„Eisensteins neuer Film hat viele Vorzüge. Er hat eine Fabel, Menschen und eine klare Handlungslinie. […] Die Hauptrolle spielt die Bäuerin Marfa Lapkina. Dort, wo sie mit den Grundsätzen des „Typus“ übereinstimmte, nahm der Zuschauer ihre Darstellung ohne Vorbehalt entgegen. Doch wenn sie zu spielen versuchte, entstanden künstlerische Dissonanzen. Der Film war in seiner bildlichen Gestaltung ein schönes Werk. Niemand vor Eisenstein und Tisse hat auf so poetische und lyrische Weise das russische Dorf geschildert. Die Prozession war in der Komposition der einzelnen Einstellungen und in ihrer Montage ein kleines Meisterwerk. Ganz hervorragend sind die mit satirischer Schärfe geladenen Szenen, als Marfa sich mit den Bürokraten im Amt auseinandersetzt.“

„Erstmals hat Eisenstein hier ein Individuum in den Mittelpunkt eines Films gestellt. […] Aber die Handlung zielt doch wieder auf die Verherrlichung kollektiver Bemühungen und Leistungen. So entlarvt Eisenstein gleich am Anfang die Situation der Einzelbauern, indem er die Kamera unter einem unendlich weiten Himmel über die jämmerlich kleinen Parzellen schwenken läßt. Er macht Konservativismus und Religion in einer großen Regenprozession verächtlich, bei der die Teilnehmer vergeblich auf ein Wunder hoffen; dieses Wunder geschieht dafür gleich nebenan bei Marfa Lapkina, wo der Milchseparator der Genossenschaft die erste Sahne liefert. Diesem Film entsprechend werden der Zuchtbulle Foma und später der Traktor zu mythisch überhöhten und stellenweise recht naiven Sinnbildern für den Erfolg und die neue Zeit.“

„Der Film fand in der UdSSR eine negative Aufnahme. Eisensteins Darstellungen des Bauerntums besitzen einen satirischen Ton, der als offensiv empfunden wurde, und wegen der brillanten, geistreichen Montage wurde er des ‚Formalismus‘ beschuldigt. Auch wird sein zwiespältiges Verhältnis zur Religion offensichtlich in der überlangen Darstellung einer Regenmacher-Zeremonie, die von Priestern durchgeführt wird, und in der halbmystischen Bewunderung der Arbeit der neuen Milchtrennmaschine. Andererseits ist Staroje i novoje Eisensteins einziger Film über eine warmherzige, identifizierbare Person: Marfa Lapkinas Darstellung überschreitet das Typenprinzip, nachdem sie ausgesucht worden ist, und verleiht der politischen Botschaft attraktiv menschliche Qualitäten.“

„Was die Form betrifft, so führte die ‚Montage der Kollisionen‘ zu Metaphern, die schwer verständlich oder naiv sind. […] Trotz dieser Unvollkommenheiten ist die Generallinie einer der größten Leistungen der zu Ende gehenden Stummfilmkunst. […] Er folgte mit anderen Mitteln der Parole Lumières und Wertows: ‚Dem Leben entnommen‘ und definierte seine Ziele folgendermaßen: ‚Das Leben in seiner Wahrheit, in seiner Nacktheit reproduzieren und seine soziale Tragweite, seinen philosophischen Sinn herausarbeiten.‘ Die Generallinie bedeutet eine Weiterentwicklung gegenüber der dokumentarischen Form des Potemkin. Zu der Meisterschaft von Montage und Bild, zu der Heftigkeit der ‚Kollisionen‘ kommt noch das Leitmotiv, die Abwandlung der Formen, der Kontrapunkt der Bilder, die reiche Metapher. Und die Entwicklung des individuellen Helden beginnt.“

„In symbolhaften Szenen von starker Ausdruckskraft wird die Geschichte einer russischen Bauerngemeinde erzählt, die sich nach anfänglichen Schwierigkeiten […] zu einer Kooperative organisiert und ihr Schicksal selbst in die Hand nimmt. Das hymnische Lob des technischen Fortschritts mag inzwischen etwas naiv erscheinen; dennoch ein herausragendes Dokument der politischen wie filmästhetischen Entwicklung“

Halliwell’s Film Guide charakterisierte den Film aus der anglo-amerikanischen Sicht:

“A slight piece of propaganda, put together with all of Eisenstein‘s magnificent cinematic resources: the cream separator demonstration is one of the most famous montage sequences in cinema history.”

„Ein leichtes Stück Propaganda, zusammengestellt mit all den herrlichen kinematografischen Mitteln, über die Eisenstein verfügt: die Demonstration des Sahnetrenners ist eine der berühmtesten Montagesequenzen in der Geschichte des Films.“